# アミロα-1,6-グルコシダーゼ
アミロα-1,6-グルコシダーゼ(Amylo-alpha-1,6-glucosidase, EC 3.2.1.33)は、系統名をglycogen phosphorylase-limit dextrin 6-alpha-glucohydrolaseという酵素である。デキストリン 6-α-D-グルコシダーゼ、アミロペクチン 1,6-グルコシダーゼ等とも呼ばれる。以下の化学反応を触媒する。
グリコーゲン中の(1->6)-α-D-グルコシド側鎖結合を加水分解する。
この酵素は、非置換(1->4)-結合グルコース鎖を加水分解する。